# Charles Drake (Schauspieler)
Charles Drake (* 2. Oktober 1917 in New York City, New York als Charles Rupert; † 10. September 1994 in East Lyme, Connecticut) war ein US-amerikanischer Schauspieler.

## Leben und Karriere

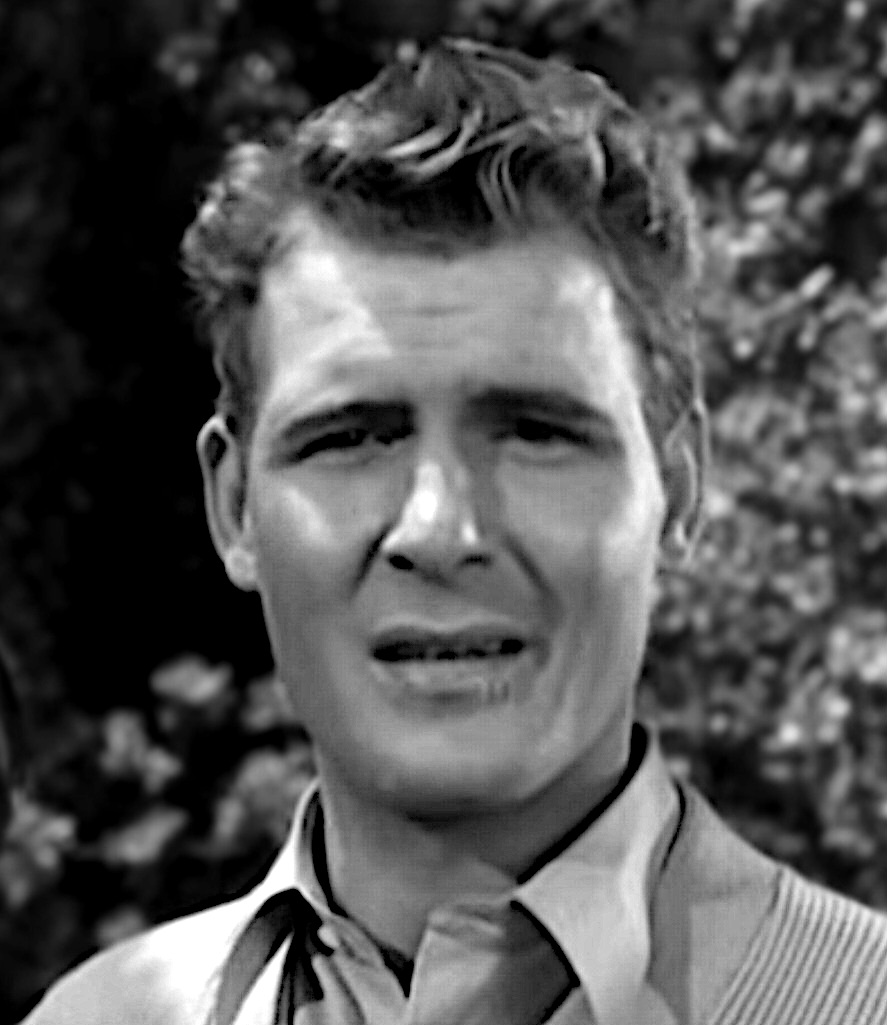
Charles Drake im Jahr 1942

Charles Rupert besuchte das private Nichols College in Massachusetts und wurde nach seinem Abschluss im Jahre 1937 zunächst Verkäufer. Ende der 1930er-Jahre wurde er bei einem Talentwettbewerb von RKO Pictures entdeckt, allerdings schloss er seinen ersten Studiovertrag im Jahre 1939 nicht mit RKO, sondern mit Warner Brothers ab. Für seine Filmkarriere änderte der gebürtige New Yorker seinen Nachnamen von Rupert auf Drake. In den ersten Jahren musste er sich meistens mit kleinen Nebenrollen begnügen; allerdings gehörten zu seinen Filmen bekannte Titel wie Die Spur des Falken, Yankee Doodle Dandy und Reise aus der Vergangenheit. Um seinen Lebensunterhalt zu finanzieren, arbeitete er während dieser Zeit auch als Werbemann und Bootsverkäufer. Sein Einsatz im Zweiten Weltkrieg unterbrach seine Filmkarriere für einige Jahre. Anschließend konnte Drake allerdings erste Erfolge verzeichnen: Er spielte einen jungen Professor im Thriller Konflikt (1945) neben Humphrey Bogart sowie einen Leutnant in der Komödie Eine Nacht in Casablanca (1946) mit den Marx Brothers.
Nach dem Ende seines Vertrages mit Warner Brothers arbeitete Drake als freier Schauspieler, was damals unüblich und wohl auch ein Grund war, warum der großgewachsene Schauspieler trotz seines guten Aussehens nie zu einem Filmstar wurde. Im Jahre 1950 spielte er zwei seiner bekanntesten Rollen, jeweils an der Seite von James Stewart: In der Komödie Mein Freund Harvey verkörperte er Stewarts jungen Psychiater Dr. Sanderson und im Western Winchester ’73 war er als gutmütiger, aber ängstlicher Geliebter von Shelley Winters zu sehen. Drake übernahm ebenfalls regelmäßig größere Nebenrollen in den Western und Kriegsfilmen mit Audie Murphy, mit dem er auch im Privatleben befreundet war. Häufig spielte er ehrenhafte und gutmütige Respektfiguren, weshalb er nicht selten als Offizier, Politiker, Polizist oder als bester Freund der Hauptfigur besetzt wurde. 1953 spielte er im 3D-Science-Fiction-Film Gefahr aus dem Weltall einen Dorfsheriff, welcher mit einigen anderen Dorfbewohnern Außerirdische angreifen will.
Zwischen 1950 und 1953 war Charles Drake am Broadway in der Musicalkomödie Guys and Dolls zu sehen. Das Aufkommen des Fernsehens in den 1950er-Jahren brachte Drake in den nächsten Jahrzehnten viele Gastrollen in Serien wie Kobra, übernehmen Sie, Solo für O.N.C.E.L. und Raumschiff Enterprise – in Raumschiff Enterprise war er in der Episode Wie schnell die Zeit vergeht in der Rolle des bürokratischen Kommodores Stocker zu sehen. Zwischen 1957 und 1961 hatte Drake ebenfalls die Hauptrolle in der Serie Rendezvous inne. Nachdem er
zunehmend weniger Rollenangebote erhalten hatte, zog er sich Mitte der 1970er-Jahre aus dem Schauspielgeschäft zurück. Insgesamt hatte er im Laufe seiner Karriere rund 145 Film- und Fernsehauftritte absolviert.
Charles Drake verstarb 1994 im Alter von 76 Jahren in Connecticut und wurde von zwei Töchtern und einem Enkelkind überlebt. Seine Asche wurde in die See gestreut.

## Filmografie (Auswahl)
- 1939: Career
- 1939: Der Glöckner von Notre Dame (The Hunchback of Notre Dame)
- 1941: Der Dollarregen (Million Dollar Baby)
- 1941: Sergeant York
- 1941: I Wanted Wings
- 1941: Dive Bomber
- 1941: Mit einem Fuß im Himmel (One Foot in Heaven)
- 1941: Die Spur des Falken (The Maltese Falcon)
- 1941: Schrecken der zweiten Kompanie (You’re in the Army Now)
- 1942: Der Mann, der zum Essen kam (The Man Who Came to Dinner)
- 1942: Thema: Der Mann (The Male Animal)
- 1942: Yankee Doodle Dandy
- 1942: Abenteuer in Panama (Across the Pacific)
- 1942: Die fröhliche Gauner GmbH (Larceny, Inc.)
- 1942: Reise aus der Vergangenheit (Now, Voyager)
- 1943: In die japanische Sonne (Air Force)
- 1945: Konflikt (Conflict)
- 1946: Whistle Stop
- 1946: Eine Nacht in Casablanca (A Night in Casablanca)
- 1948: The Tender Years
- 1948: The Babe Ruth Story
- 1949: Tarzan und das blaue Tal (Tarzan’s Magic Fountain)
- 1949: Kokain (Johnny Stool Pigeon)
- 1950: Mein Freund Harvey (Harvey)
- 1950: Winchester ’73
- 1950: Im Lande der Comanchen (Comanche Territory)
- 1950: I Was a Shoplifter
- 1950: Verliebt, verlobt, verheiratet (Peggy)
- 1952: Bonzo Goes to College
- 1952: Der Schatz im Canyon (The Treasure of Lost Canyon)
- 1952: Unternehmen Rote Teufel (Red Ball Express)
- 1953: Auf verlorenem Posten (The Lone Hand)
- 1953: Gefahr aus dem Weltall (It Came from Outer Space)
- 1953: Verschwörung auf Fort Clark (War Arrow)
- 1954: Die Glenn Miller Story (The Glenn Miller Story)
- 1954: Die Nacht der Rache (Four Guns to the Border)
- 1955: Was der Himmel erlaubt (All That Heaven Allows)
- 1955: Zur Hölle und zurück (To Hell and Back)
- 1955: Das Haus am Strand (Female on the Beach)
- 1956: Schonungslos (The Price of Fear)
- 1956: Ritt in den Tod (Walk the Proud Land)
- 1957: Ein Herzschlag bis zur Ewigkeit (Jeanne Eagels)
- 1957: Land ohne Männer (Until They Sail)
- 1957–1961: Rendezvous (Fernsehserie, 40 Folgen)
- 1959: Auf der Kugel stand kein Name (No Name on the Bullet)
- 1961: Endstation Paris (Back Street)
- 1963: Der eiserne Kragen (Showdown)
- 1964: Ein tollkühner Draufgänger (The Lively Set)
- 1964: Die Frau seines Herzens (Dear Heart)
- 1965: Der dritte Tag (The Third Day)
- 1967: Das Tal der Puppen (Valley of the Dolls)
- 1967: Solo für O.N.C.E.L. (The Man from U.N.C.L.E., Fernsehserie, eine Folge)
- 1967: Raumschiff Enterprise (Star Trek, Fernsehserie, Folge Wie schnell die Zeit vergeht)
- 1967: Mannix (Fernsehserie, eine Folge)
- 1968: Der Schwimmer (The Swimmer)
- 1969: Hail, Hero!
- 1969: Das Arrangement (The Arrangement)
- 1969/1970: Die Leute von der Shiloh Ranch (The Virginian, Fernsehserie, zwei Folgen)
- 1972: The Screaming Woman (Fernsehfilm)
- 1972: Kobra, übernehmen Sie (Mission: Impossible, Fernsehserie, eine Folge)
- 1973: Owen Marshall – Strafverteidiger (Fernsehserie, eine Folge)
- 1975: Am Abgrund des Todes (The Lives of Jenny Dolan, Fernsehfilm)
- 1975: Die Zwei mit dem Dreh (Switch, Fernsehserie, eine Folge)